# Noh

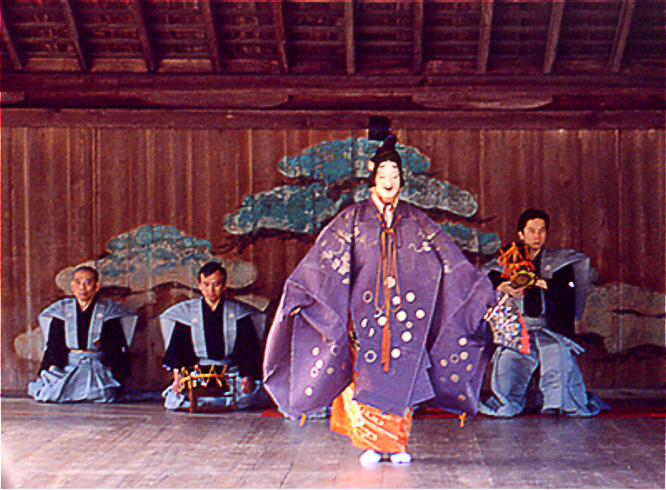
Representação do nō no Santuário de Itsukushima em Miyajima, Hiroshima.

Nō, nô, nou ou noh (能; habilidade, talento) ou ainda nōgaku (能楽; talento que vem com facilidade) é uma forma clássica de teatro profissional japonês que combina canto, pantomima, música e poesia. Executado desde o século XIV, é uma das formas mais importantes do drama musical clássico japonês.
Evoluiu de outras formas teatrais, aristocráticas e populares, incluindo o Dengaku, Shirabyoshi e Gagaku. O termo nō deriva da palavra japonesa que quer dizer talento ou habilidade. Muitas de suas personagens usam máscaras, os shites (protagonista) e seu acompanhante, mas não todas. Suas raízes podem ser encontradas no nuóxì (儺戲), uma forma de teatro da China. Deu origem a outras formas dramáticas, como o Kabuki.
Um dos seus mais importantes dramaturgos é Zeami Motokiyo (1363-1443). Zeami também deixou tratados sobre a arte de interpretar.

## Onōhoje
Se uma apresentação de nō costumava durar todo o dia e consistia de cinco peças intercaladas com pequenos textos cômicos de kyōgen (狂言; fala selvagem), nos dias de hoje consistem de apenas duas peças de nō intercaladas com uma de kyōgen.
Embora seja uma arte tradicional e não de inovação, algumas companhias compõem textos novos ou apresentam peças tradicionais não comuns ao velho repertório. Apresentações que misturam o nō com outras tradições teatrais também acontecem. As atuais companhias de nō estão localizadas em Tóquio, Osaka e Quioto.

## Descrição donō

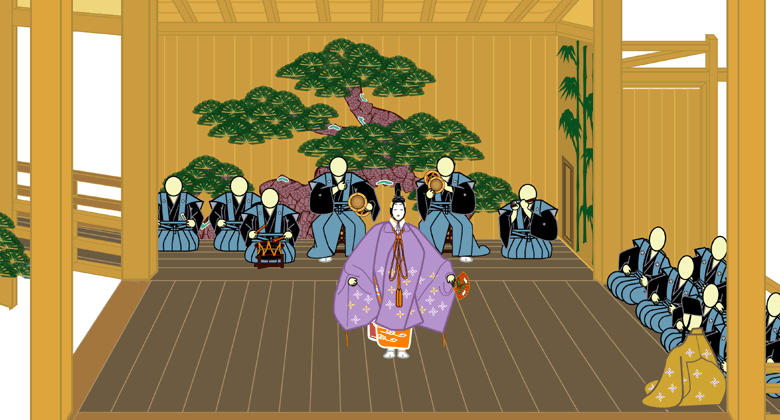
Palco de nō. Centro: o protagonista (仕手, shite); direita em frente: ator coadjuvante (脇, waki); direita: oito membros do coro (地謡, jiutai); centro, atrás: quatro músicos (囃子方, hayashi-kata); esquerda, atrás: dois auxiliares de cena (後見, kōken).

O foco da narrativa se encontra no protagonista (仕手, shite), o único que porta uma máscara, podendo representar seres míticos e da cultura japonesa. Shite é um espírito errante que exprime, de forma lírica, a nostalgia dos tempos passados. O coadjuvante (脇, waki), geralmente um monge, não interfere no curso da ação, apenas é revelador da essência do shite. Um coro e quatro instrumentos auxiliam na condução da trama, que se soluciona através da dança. Esse coro, vale destacar, possui uma função dramática decisiva, conduzindo a narrativa.
O nō é a fusão de poesia, teatro, bailado, música vocal e instrumental e máscaras. Os diversos elementos musicais são estreitamente entrelaçados numa simbiose entre o canto e a pantomima. No nō, a descrição de cada cena repousa unicamente no texto do canto, nos gestos e nos movimentos do ator. A combinação desses elementos obedece a regras corporais e musicais, a teorias sofisticadas, resultando numa estética extremamente refinada, o que gera dificuldade geral em compreendê-lo e apreciá-lo. Isto ocorre sobretudo no que se refere ao libreto, escrito em linguagem arcaica e complexa, na codificação de gestos e movimentos, e na linguagem musical característica, totalmente estranha aos ouvidos comuns.
Os movimentos sintéticos do ator, são quase imperceptíveis como, por exemplo, de uma maneira estilizada e sutil, levanta os olhos para a lua, ou num gesto com a mão retira a neve do kimono (着物; vestido, roupa). Esses movimentos fazem surgir aos olhos e espírito do espectador, um universo todo poético, um mundo visto de diversos ângulos envolvendo fenômenos da natureza e da vida.
O nō é caracterizado pelo seu estilo lento, de postura ereta, rígida, de movimentos sutis, bem como pelo uso de máscaras típicas, o codificador maior dessa arte. Com um repertório de aproximadamente 250 peças, o universo nō é habitado por deuses, guerreiros e mulheres enlouquecidas, às voltas com os mistérios do espírito.
Por tradição os atores de nō não ensaiam juntos; cada ator pratica seus movimentos, canções sozinho ou com a orientação de um membro mais antigo. Entretanto, o ritmo de cada apresentação é determinado pela interação de todos os atores, músicos e pelo coro. Desta forma o nō exemplifica um dos princípios estéticos de tempo e duração, chamado pelo mestre de chá Sen no Rikyu "ichi-go, ichi-e" (一期一会; uma vez, um encontro).
Uma das peças mais famosas do repertório nō é Hagoromo (羽衣; O Manto de Plumas), que tem uma transcrição para o português feita pelo escritor Haroldo de Campos.

## Escolas e Estilos denō

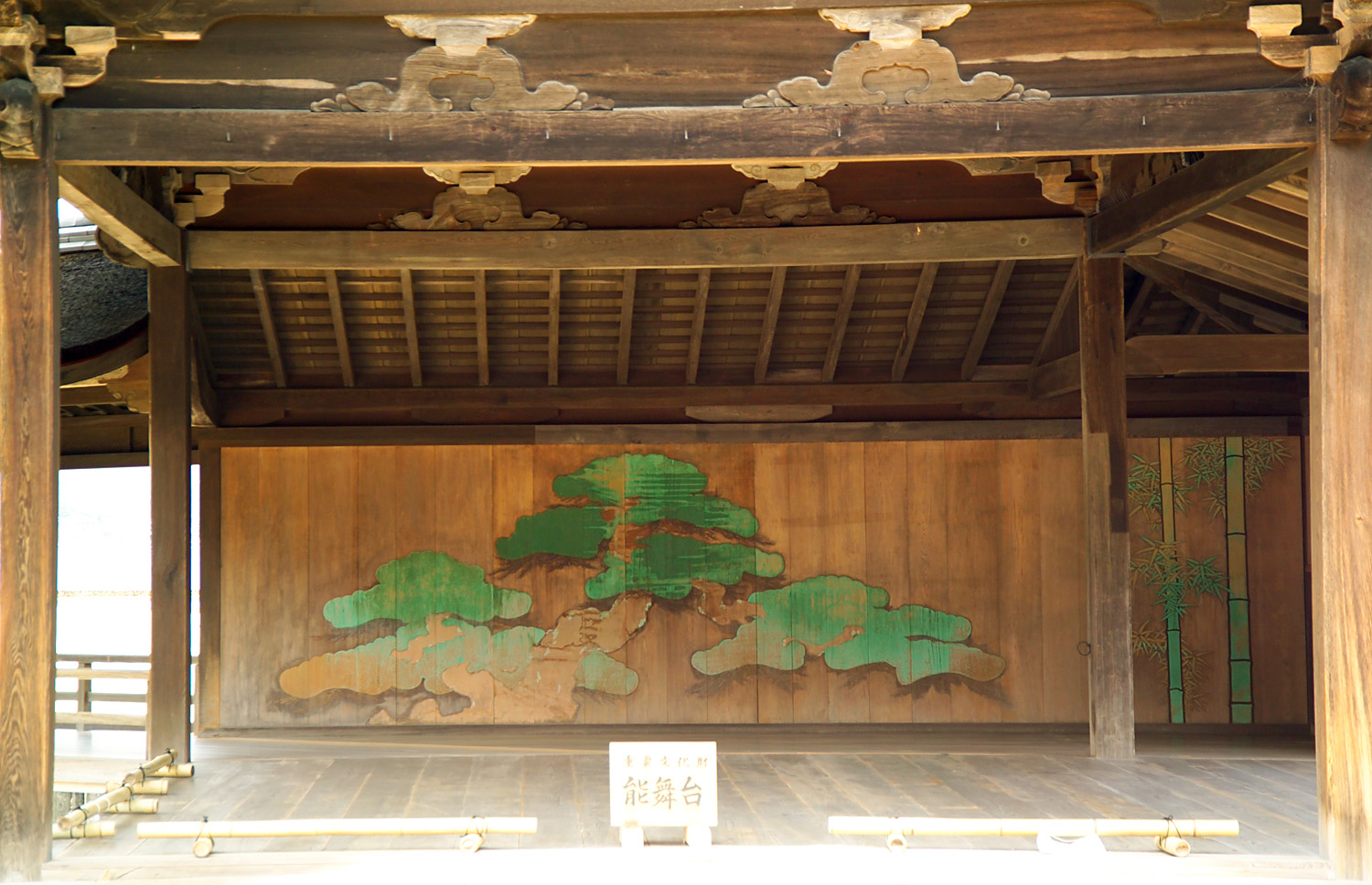
Palco de nō.

No teatro nō existem estudos específicos para aqueles que exercerão o papel de personagem principal (shite), da coadjuvante (waki) e do tipo cômico (ator kyōgen). Assim como para cada um dos quatro instrumentos que são tocados ao fundo: flauta transversal (nokan), tamboril de ombro (kotsuzumi), tamboril de anca (otsuzumi), tambor de baquetas (taiko), existindo também um coro (jiutai).
Existem diferentes estilos de nō. No que se refere ao shite são cinco: kanze, hosho, komparu, kongo e kita. Com exceção da escola kita, todos têm uma história que remonta da época de Kan'ami e de Zeami.
A escola hosho é a segunda maior em número de atores, contando atualmente com cerca de pouco menos de 200 profissionais. Infelizmente, no cenário internacional, ela é pouco conhecida e apenas recentemente registra-se a participação da escola em espetáculos e eventos fora do Japão.
Segundo consta num dos tratados escritos por Zeami, “Sarugaku Dangi”, um dos irmãos de Kan'ami, teria sido o sucessor da Trupe Tobi, chamada também Hoshoza, na região de Nara. Portanto, segundo os historiadores, seria mais antiga do que o próprio Kanze-za, que tem Kan'ami como seu fundador.

## Tratados de Zeami sobre a forma de interpretar onō
Português

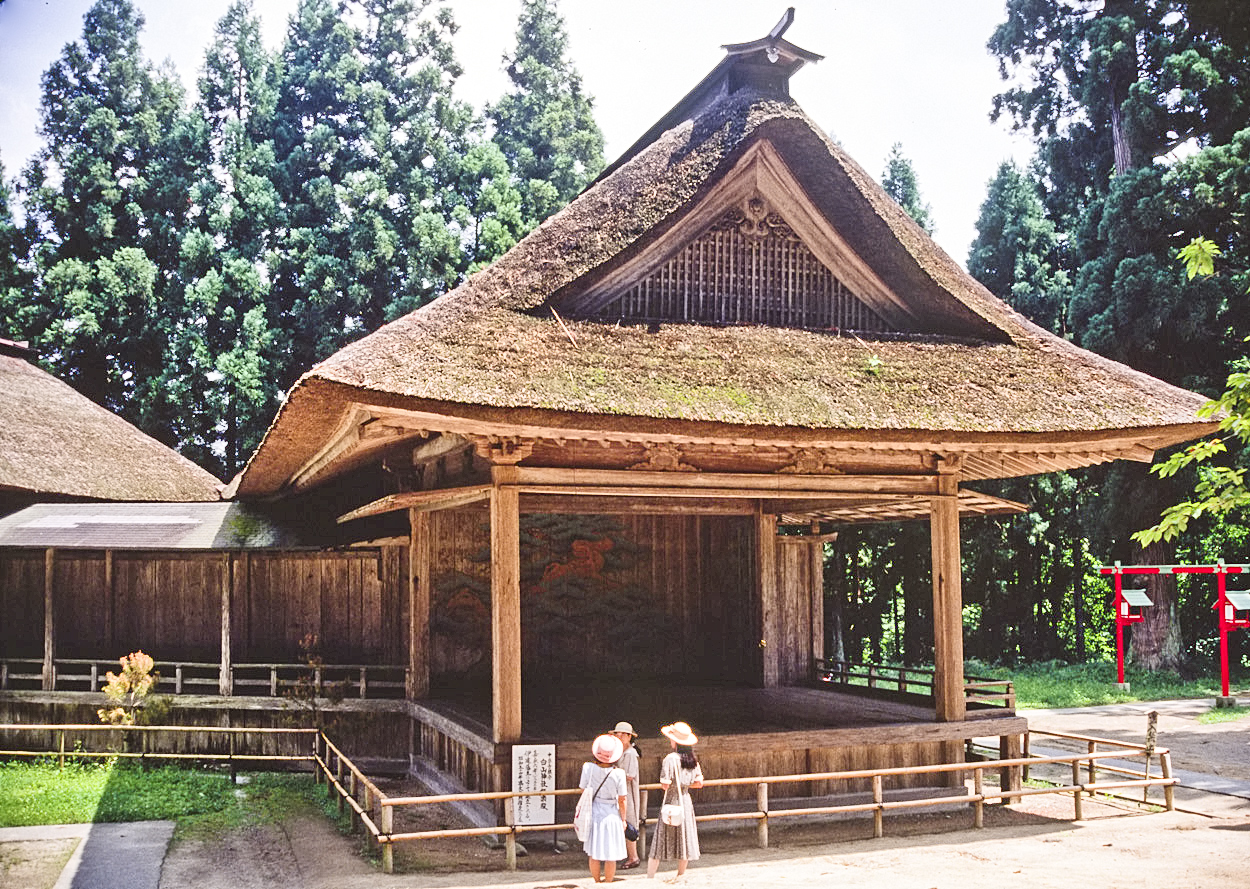
Chusonjina na prefeitura de Iwate, Japão

- Zeshi Rokuju Igo Sarugaku Dangi - Considerações Sobre o Sarugaku com Zeshi Após seu Sexagésimo Aniversário. Anotações do filho de Zeami, Hada no Motoyoshi, sobre as técnicas de interpretação, conforme relato de seu pai. Tradução em português em Giroux, 1991.

Francês/Espanhol
- Fushi Kaden - da Transmissão da Flor da Atuação - (Zeami, 1960, 1999)
- Kakio - O Espelho da Flor - (Zeami, 1960, 1999)
- Shikado Sho - O Livro do Caminho que Leva a Flor - (Zeami, 1960, 1999)
- Nikyiku Santai Ezu - Estudo Ilustrado dos Dois Elementos e dos Três Tipos - (Zeami, 1960, 1999)
- Yugaku Shudo Kempu Shô - O Livro do Estudo do Efeito Visual das Atrações Musicais - (Zeami, 1960, 1999)

## Peças

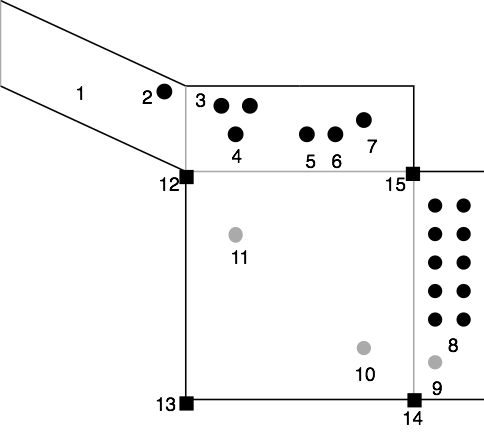
1:hashigakari (plataforma para entrada das personagens). 2:lugar do kyōgen. 3:assistentes de palco. 4:tambor de pau. 5:tambor de quadril. 6:tambor de ombro. 7:flauta. 8:coro. 9:cadeira do waki. 10:lugar do waki. 11: lugar do shite. 12:shite-bashira. 13:metsuke-bashira. 14:waki-bashira. 15:fue-bashira.

As aproximadamente 250 peças do repertório de nō podem ser classificadas de diferentes formas, pelo conteúdo, pelo clima, pelo estilo.
As peças nō decorrem num palco bastante despojado, feito de hinoki liso (cipreste japonês). O cenário é, invariavelmente, constituído apenas pelo "kagami-ita," um pinheiro pintado, no fundo do palco, mesmo que a peça se desenrole noutros locais. Há várias explicações para o uso desta árvore, sendo muito comum a interpretação que se refere aos rituais xintoístas, pelos quais os deuses descem à Terra por este meio. Outro adereço inconfundível é a ponte estreita (a "Hashigakari"), situada à esquerda, que os principais actores utilizam para entrada e saída das personagens.

## Conteúdo
1. Kami mono (神物) ou waki nō (脇能, peças de divindade).
2. Shura mono (修羅物) ou asura nō (阿修羅能, peças de guerreiros).
3. Katsura mono (鬘物) ou onna mono (女物, peças de mulheres), o shite aparece como uma personagem feminina e apresenta as mais refinadas canções e danças.
4. Há cerca de 94 peças de temas variados como kyōran mono　(狂乱物) peças de loucura, onryō mono (怨霊物) peças de vingança de espíritos e genzai mono (現在物), peças que apresentam um tempo atual.
5. Kiri nō　(切り能) ou oni mono (鬼物, peças de demonios) apresentam frequentemente o shite no papel de monstro, demônio.

### Clima
- Mugen nō (夢幻能) apresenta espíritos, fantasmas e o mundo supernatural. O Tempo é frequentemente desenvolvido de forma não linear e a ação pode mudar entre dois ou mais cenários.
- Genzai nō (現在能), eventos cotidianos.

### Estilo
- Geki nō (劇能) peças dramáticas desenvolvidas no avanço da narrativa e da ação.
- Furyū nō (風流能) peças dançadas que focam na qualidade estética das danças e canções representadas.
- Okina ou Kamiuta é uma peça única que combina dança com o ritual xintoísta. É considerada a mais antiga peça e a mais representada, usualmente na abertura de qualquer programa ou festival.

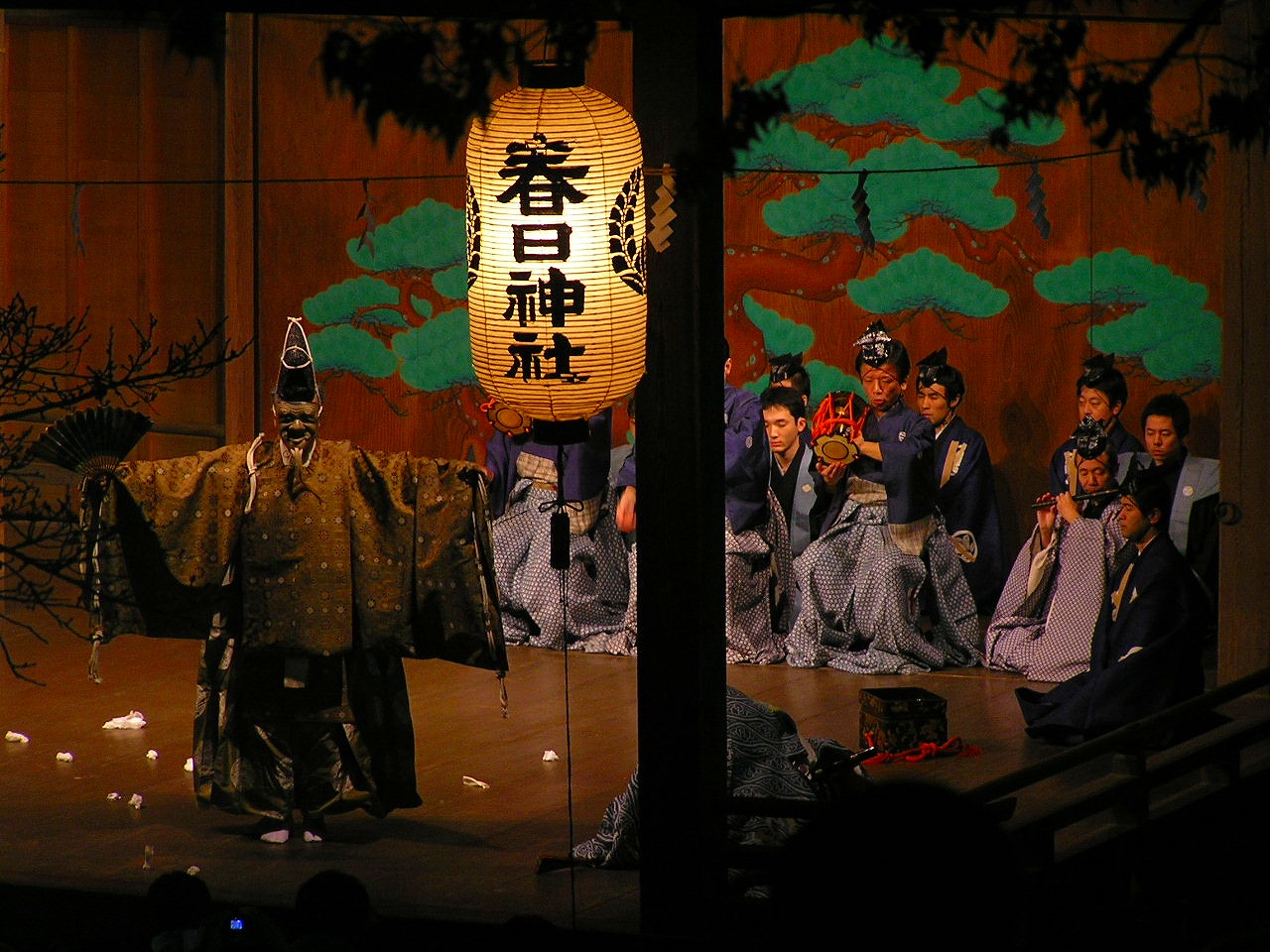
Okina hōnō (Um Ancião Venerável (Venerable Old Man) apresentada no Ano Novo

## O teatronōno Ocidente

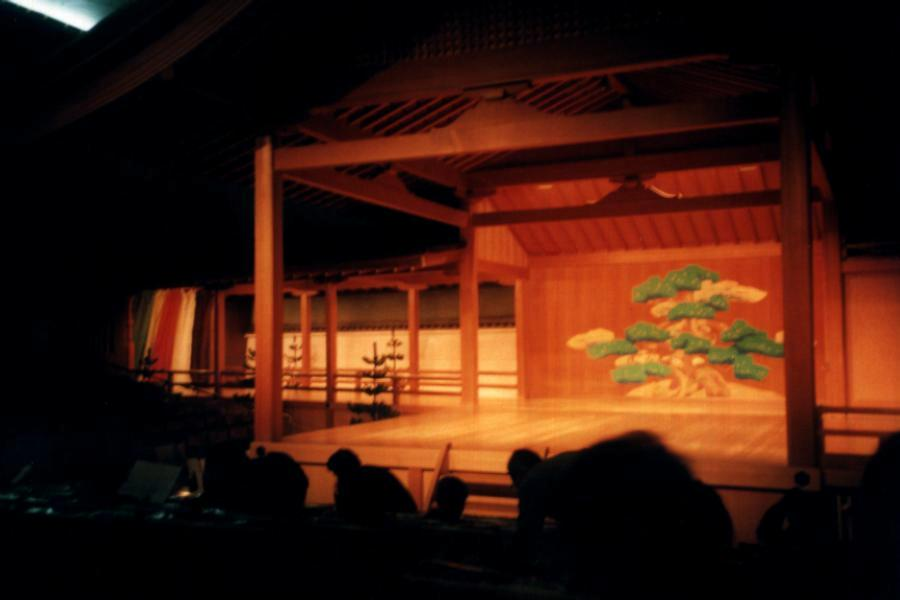
Palco de nō antes da apresentação

A cultura japonesa, principalmente o nō, ficou conhecida no ocidente graças ao trabalho de Ernest Fenollosa (1853-1908), norte-americano que trabalhou na Universidade de Tóquio nos anos de 1878 a 1886. Outros grandes artistas que desenvolveram seu trabalho fortemente influenciados pelo teatro nō e pelo trabalho de Fenollosa foram Ezra Pound e Yeats em 1913 e em 1921 Paul Claudel, embaixador da França no Japão.
Stanislavski e Meyerhold foram influênciados por este teatro, com maior influência no teatro cômico Kabuki pelo seu aspecto mais colorido e de gestualidade mais exagerada, ao contrário do no. Bertolt Brecht, adapta em 1930 um no: Taniko, com o título Der Ja-sager (aquele que diz sim), adaptado de uma tradução ao inglês.

### Artistas de teatro influenciados pelonō
- Bertolt Brecht
- Eugene O'Neill
- Eugenio Barba
- Heiner Müller
- Jacques Copeau
- Jacques Lecoq
- Jerzy Grotowski
- Paul Claudel
- Peter Brook
- William Butler Yeats

#### Compositores
- Benjamin Britten
- Carlo Forlivesi
- David Byrne
- Harry Partch
- Iannis Xenakis
- Karlheinz Stockhausen
- Olivier Messiaen
- William Henry Bell

#### Poetas
- Ezra Pound

## Teatronōno Brasil
Não se pode falar em teatro nō no Brasil sem mencionar o nome hakuyōkai (伯, haku : Brasil; 謠, yō: canto de nō; 会, kai: associação), o grupo pioneiro de praticantes de nō, da cidade de São Paulo que tanto contribuiu para a divulgação desta arte no país.
Tudo começou quando Nobuyuki Suzuki, pesquisador e professor universitário, veio ao Brasil a serviço do Ministério da Educação e do Ministério das Relações Exteriores do Japão, em agosto de 1939. O objetivo da viagem era ministrar uma série de palestras em São Paulo e nas colônias japonesas, a respeito da cultura nipônica.
Durante sua estada, convocou, através da imprensa, todos que quisessem participar de um encontro de nō. A partir de então, até o início da Segunda Guerra Mundial, houve algumas apresentações, sendo que, nesses encontros, participavam tanto a Escola Kanze quanto a Hosho.
Em seu retorno ao Japão, após o término da Guerra, alguns praticantes sucederam-no, inclusive seu filho Takeshi, na organização dos encontros. Takeshi Suzuki, da Escola Hosho, empenhou-se no estudo e na prática desta arte, fazendo apresentações regulares e, em 1984, comemorou a 100ª apresentação do grupo Hakuyokai.
Com a morte de Takeshi Suzuki e de Noboru Yoshida (Escola Kanze), os grupos se dispersaram e, as atividades da grande maioria deles ficaram restritas aos treinos de canto de nō e, nos últimos anos, não se registram apresentações conjuntas.
Hoje, acredita-se que quatro grupos continuam cantando, bailando e tocando instrumentos na tentativa de preservar essa arte tradicional milenar no seio da comunidade nipo-brasileira.

## nota
- A Fundação Japão, ligada a embaixada no Brasil, disponibiliza para as escolas, por empréstimo, vídeos, filmes e material para divulgação do teatro japonês e da cultura japonesa. clique aqui para ir ao link da fundação